# 竹内尊実
竹内 尊実（たけうち たかみ、1959年8月13日 - ）は日本テレビ放送網編成局番組制作向上推進事務局。愛知県出身。

## 人物
愛知県立旭丘高等学校、慶應義塾大学卒業、南カリフォルニア大学MBA。電通勤務を経て日本テレビ入社。同局では主に菅賢治の下でプロデューサーを担当していたが、2008年7月1日付で制作局バラエティーセンター（旧制作局→バラエティー局）CPに昇格。2010年7月からは、大野彰作チーフプロデューサーが担当していた一部の番組を引き継いだ。2012年1月1日付で編成局メディアセンター部長に就任。2014年6月1日付で編成局宣伝部長に就任。2017年6月1日付で現職。このため担当していた番組は全て大野彰作チーフプロデューサーが引き継いだ。

## 手がけた担当番組

### ディレクター
- いつみても波瀾万丈

### プロデューサー
- ロンブー荘青春記
- 24時間テレビ 「愛は地球を救う」
- THEスペシャル!
- 億万のココロ・愛しのマネー$伝説
- 世界!超マネー研究所
- 有名人が通うマチャミ食堂
- おすぎとピーコの金持ちA様×貧乏B様
- 爆笑問題の比較Qイズ!!
- あの人は今!?スペシャル
- 天国のスタア2005「忘レラレナイ44人」
- あややゴルフ
- あややゴルフ2
- さんま&SMAP!美女と野獣のクリスマススペシャル
- 世界まる見え!テレビ特捜部
- 週刊オリラジ経済白書

### チーフプロデューサー
- HAPPY!
- Perfumeの気になる子ちゃん
- Perfumeのシャンデリアハウス
- 女優力
- 二匹目のどじょう
- ハダカっち
- 恋のから騒ぎ
- 眠れぬ街のアプリンス
- ダウンタウンのガキの使いやあらへんで!!
- 踊る!さんま御殿!!
- 太田光の私が総理大臣になったら…秘書田中。
- 火曜サプライズ
- 極脳
- サタデーバリューフィーバー
  - 恋愛ミルフィーユ〜世代別愛と憎しみの女のホンネ進化論〜（2010年3月31日放送）
  - ブラマーヨ家のミミヨリーナ宮殿 世界で集めた(秘)口コミ（2011年2月19日放送）
- 中居正広のザ・大年表（第3回～）
- 間寛平アースマラソン特番
- 雲の上の虚構船（2011年1月1日放送）
- ザ・追跡スクープ劇場